# Liste der denkmalgeschützten Objekte in Hohenwarth-Mühlbach am Manhartsberg
Die Liste der denkmalgeschützten Objekte in Hohenwarth-Mühlbach am Manhartsberg enthält die 28 denkmalgeschützten, unbeweglichen Objekte der Gemeinde Hohenwarth-Mühlbach am Manhartsberg in Niederösterreich (Bezirk Hollabrunn).

## Denkmäler
| Foto |                 | Denkmal                                                                        | Standort                                                     | Beschreibung | Metadaten |
| ---- | --------------- | ------------------------------------------------------------------------------ | ------------------------------------------------------------ | --- | --- |
| ja   | Datei hochladen | Ortskapelle HERIS-ID: 16210 Objekt-ID: 12468                                   | gegenüber Hammerschmiedstraße 2 Standort KG: Bösendürnbach   | Die Kapelle von Bösendürnbach ist ein schlichter neugotischer Bau aus dem späten 19. Jahrhundert mit östlichem Dachreiter. Der Altar verfügt über eine neugotische Figurengruppe vom Typus Christus Salvator und Engel. Zur weiteren Ausstattung zählen zwölf Kreuzwegbilder des späten 19. Jahrhunderts. | BDA-Hist.: Q37809858 Status: § 2a Stand der BDA-Liste: 2025-06-30 Name: Ortskapelle GstNr.: 22/2 |
| ja   | Datei hochladen | Bildstock HERIS-ID: 16215 Objekt-ID: 12473                                     | Standort KG: Bösendürnbach                                   | Der Pfeiler mit Quaderaufsatz und krönendem Steinkreuz aus dem Jahre 1795 steht südlich des Ortes an der Straße nach Elsarn. Im Quader ist ein Relief der Figurengruppe Pietà zu sehen. | BDA-Hist.: Q37809959 Status: § 2a Stand der BDA-Liste: 2025-06-30 Name: Bildstock GstNr.: 141 |
| ja   | Datei hochladen | Ortskapelle heiliger Augustinus HERIS-ID: 16199 Objekt-ID: 12457               | Standort KG: Ebersbrunn                                      | Die schlichte, durch Blendrahmen gegliederte Saalkirche mit Eckabrundungen, Rundbogenfenstern, vorgestelltem Nordturm und eingezogenem Halbkreischor wurde 1797 auf einer Geländestufe im Süden über dem Ort erbaut. Der Turm verfügt über Uhrengiebel und einen Zwiebelhelm. Der Bau ist durch ein verdachtes Schulterbogenportal mit Zopfstilelementen zugänglich. Dessen hölzernes Tor ist mit 1798 bezeichnet. Der Saalraum hat eine gekehlte Flachdecke und das Chorjoch ein Platzlgewölbe. Auf einer toskanischen Säule ruht die flache Orgelempore. Aus der Bauzeit stammt ein marmoriertes, segmentbogiges Säulenretabel und das Altarblatt hl. Augustinus. Zur weiteren Ausstattung zählt eine Figur Maria mit Kind aus dem 18. Jahrhundert. | BDA-Hist.: Q37809680 Status: § 2a Stand der BDA-Liste: 2025-06-30 Name: Ortskapelle heiliger Augustinus GstNr.: 146 Ortskapelle (Ebersbrunn)                                                                            |
| ja   | Datei hochladen | Figur heiliger Florian HERIS-ID: 16202 Objekt-ID: 12460                        | Standort KG: Ebersbrunn                                      | Aus der zweiten Hälfte des 18. Jahrhunderts stammt die Statue des hl. Florian auf einem Volutensockel. | BDA-Hist.: Q37809708 Status: § 2a Stand der BDA-Liste: 2025-06-30 Name: Figur heiliger Florian GstNr.: 2444/43 |
| ja   | Datei hochladen | Gnadenstuhl HERIS-ID: 16203 Objekt-ID: 12461                                   | Standort KG: Ebersbrunn                                      | Auf einem mit 1828 bezeichneten Sockel steht westlich des Ortes eine Säule mit der Figurengruppe (Gnadenstuhl). | BDA-Hist.: Q37809736 Status: § 2a Stand der BDA-Liste: 2025-06-30 Name: Gnadenstuhl GstNr.: 2761 |
| ja   | Datei hochladen | Bildstock, Planauer Kreuz HERIS-ID: 16205 Objekt-ID: 12463                     | Standort KG: Ebersbrunn                                      | Der Bildstock an der Straße nach Radlbrunn, bestehend aus einem achtseitigen Schaft mit Quaderaufsatz, Steinpyramidendach und abschließendem Metallkreuz, ist mit 1665 bezeichnet. | BDA-Hist.: Q37809750 Status: § 2a Stand der BDA-Liste: 2025-06-30 Name: Bildstock, Planauer Kreuz GstNr.: 2477/1 |
| ja   | Datei hochladen | Bildstock HERIS-ID: 16206 Objekt-ID: 12464                                     | Standort KG: Hohenwarth                                      | An der Kreuzung Hochstraße/Ebersbrunn steht ein abgefaster Pfeiler mit Quaderaufsatz mit seichten Rechtecknischen und Pyramidenstumpfdach, das schmiedeeisernes Doppelkreuz stammt vom Anfang des 18. Jahrhunderts. | BDA-Hist.: Q37809774 Status: § 2a Stand der BDA-Liste: 2025-06-30 Name: Bildstock GstNr.: 2549 |
| ja   | Datei hochladen | Bildstock HERIS-ID: 16191 Objekt-ID: 12448                                     | Hohenwarth 5 Standort KG: Hohenwarth                         | Beim Pfarrhof befindet sich ein achtseitiger Tabernakelpfeiler mit dreiseitig geöffnetem Tabernakel und krönendem Patriarchenkreuz aus Metall. | BDA-Hist.: Q37809589 Status: § 2a Stand der BDA-Liste: 2025-06-30 Name: Bildstock GstNr.: 280 |
| ja   | Datei hochladen | Figur heiliger Johannes Nepomuk HERIS-ID: 16188 Objekt-ID: 12445               | Standort KG: Hohenwarth                                      | Am nordöstlichen Ortsausgang bei der Pfarrkirche steht auf einem Volutensockel eine Statue des hl. Johannes Nepomuk, die mit 1730 bezeichnet ist. | BDA-Hist.: Q37809561 Status: § 2a Stand der BDA-Liste: 2025-06-30 Name: Figur heiliger Johannes Nepomuk GstNr.: 78/1 |
| ja   | Datei hochladen | Katholische Pfarrkirche heiliger Michael HERIS-ID: 16189 Objekt-ID: 12446      | nördlich Weinviertler Straße 25 Standort KG: Hohenwarth      | Das im Kern romanische Langhaus wurde barockisiert. Gotische Strebepfeiler und Rundbogenfenster gliedern die Fassade. Der vorgestellte gotische Westturm ist aus steinsichtigem Bruchsteinmauerwerk errichtet und wird durch ein Zeltdach abgeschlossen. | BDA-Hist.: Q25134609 Status: § 2a Stand der BDA-Liste: 2025-06-30 Name: Katholische Pfarrkirche heiliger Michael GstNr.: 1/1 Hohenwarth - Pfarrkirche heiliger Michael                                                  |
| ja   | Datei hochladen | Bauernhaus, Josef-Misson-Haus HERIS-ID: 16246 Objekt-ID: 12504                 | Hauptstraße 30 Standort KG: Mühlbach am Manhartsberg         | Das Geburtshaus des Heimatdichters Josef Misson ist ein eingeschoßiges Gebäude mit schlichter Fassadengliederung durch putzgerahmte Fenster und ein putzgerahmtes Rechteckportal. | BDA-Hist.: Q37810902 Status: Bescheid Stand der BDA-Liste: 2025-06-30 Name: Bauernhaus, Josef-Misson-Haus GstNr.: 151, 152                                                                                              |
| ja   | Datei hochladen | Figur heiliger Florian HERIS-ID: 16238 Objekt-ID: 12496                        | gegenüber Kirchenweg 5 Standort KG: Mühlbach am Manhartsberg | Die Figur des hl. Florian steht auf einem Volutensockel mit Wappenkartusche. | BDA-Hist.: Q37810527 Status: § 2a Stand der BDA-Liste: 2025-06-30 Name: Figur heiliger Florian GstNr.: 805/1 |
| ja   | Datei hochladen | Figur heiliger Johannes Nepomuk HERIS-ID: 16235 Objekt-ID: 12493               | neben Kirchenweg 6 Standort KG: Mühlbach am Manhartsberg     | Beim Schloss steht eine Statue des hl. Johannes Nepomuk mit Sockelwappen aus dem Jahre 1730. | BDA-Hist.: Q37810483 Status: § 2a Stand der BDA-Liste: 2025-06-30 Name: Figur heiliger Johannes Nepomuk GstNr.: 805/6                                                                                                   |
| ja   | Datei hochladen | Anlage Schloss Mühlbach am Manhartsberg HERIS-ID: 16236 Objekt-ID: 12494       | Schlossstraße 1 Standort KG: Mühlbach am Manhartsberg        | Das burgartig aufragende Wohnschloss in der Ortsmitte ist von einem barocken Vorhof und einem Wassergraben umgeben. Sein heutiges Aussehen erhielt es in der Zeit der Spätrenaissance. Es ist ein geringfügiger mittelalterlicher Baukern erhalten. Das Hauptgebäude ist ein dreigeschoßiger Bau mit sechseckigem Grundriss. Der östliche Vorhof wird durch Wirtschaftsgebäude und Außenmauern gebildet, während der barocke Südtrakt aus einem Pförtnerstöckl, einem Wagenmeisterhaus und Remisen besteht. | BDA-Hist.: Q28076854 Status: Bescheid Stand der BDA-Liste: 2025-06-30 Name: Anlage Schloss Mühlbach am Manhartsberg GstNr.: 1, 2, 3, 4, 8, 405, 406, 407, 408, 409, 410, 412, 413, 414 Schloss Mühlbach am Manhartsberg |
| ja   | Datei hochladen | Katholische Pfarrkirche heiliger Martin HERIS-ID: 16232 Objekt-ID: 12490       | neben Schlossstraße 1 Standort KG: Mühlbach am Manhartsberg  | Die Mühlbacher Pfarrkirche ist ein frühbarocker Bau mit mittelalterlichem Kern und vorgestelltem Westturm. Das hochmittelalterliche Langhaus aus der Zeit um 1400 wurde mehrfach aus- und umgebaut. Die Fassade hat eine schlichte Gliederung durch Rundbogenfenster und Putzfeldbänder. Der hochmittelalterliche Westturm verfügt über eine schlichte Lisenengliederung und ein Pyramidendach mit dreieckigen Uhrengiebeln. | BDA-Hist.: Q25134655 Status: § 2a Stand der BDA-Liste: 2025-06-30 Name: Katholische Pfarrkirche heiliger Martin GstNr.: 191 Pfarrkirche Mühlbach am Manhartsberg                                                        |
| ja   | Datei hochladen | Figurenbildstock heiliger Felix von Cantalice HERIS-ID: 16234 Objekt-ID: 12492 | vor Schlossstraße 1 Standort KG: Mühlbach am Manhartsberg    | Beim Schloss steht eine Statue des Felix von Cantalice mit Sockelwappen aus dem Jahre 1730. | BDA-Hist.: Q37810475 Status: § 2a Stand der BDA-Liste: 2025-06-30 Name: Figurenbildstock heiliger Felix von Cantalice GstNr.: 805/8                                                                                     |
| ja   | Datei hochladen | Anlage ehem. Pfarrhof, Caritas-Tagesstätte HERIS-ID: 16233seit 2023            | Schlossstraße 3 Standort KG: Mühlbach am Manhartsberg        | | BDA-Hist.: Q119231388 Status: Bescheid Stand der BDA-Liste: 2025-06-30 Name: Anlage ehem. Pfarrhof, Caritas-Tagesstätte GstNr.: 192, 193, 195                                                                           |
| ja   | Datei hochladen | Friedhofskreuz HERIS-ID: 16241 Objekt-ID: 12499                                | Standort KG: Mühlbach am Manhartsberg                        | Das Kruzifix steht auf einem Volutensockel über einer von einer Engelsfigur gehaltenen leeren Wappen- oder Inschriftenkartusche. Ein Relief am Sockel zeigt einen Totenkopf und ein Stundenglas. | BDA-Hist.: Q37810609 Status: § 2a Stand der BDA-Liste: 2025-06-30 Name: Friedhofskreuz GstNr.: 421 |
| ja   | Datei hochladen | Pietà HERIS-ID: 16242 Objekt-ID: 12500                                         | Standort KG: Mühlbach am Manhartsberg                        | Über einem Quadersockel steht westlich des Ortes eine Säule mit der Figurengruppe Pietà, bezeichnet mit 1883. | BDA-Hist.: Q37810716 Status: § 2a Stand der BDA-Liste: 2025-06-30 Name: Pietà GstNr.: 822 |
| ja   | Datei hochladen | Figur heiliger Johannes Nepomuk HERIS-ID: 16244 Objekt-ID: 12502               | Standort KG: Mühlbach am Manhartsberg                        | Westlich des Ortes steht auf einem mit 1733 (?) bezeichneten Volutensockel eine Figur des hl. Johannes Nepomuk. | BDA-Hist.: Q37810889 Status: § 2a Stand der BDA-Liste: 2025-06-30 Name: Figur heiliger Johannes Nepomuk GstNr.: 814/1                                                                                                   |
| ja   | Datei hochladen | Kreisgrabenanlage Rosenäcker HERIS-ID: 16247 Objekt-ID: 12505                  | Rosenäcker Standort KG: Mühlbach am Manhartsberg             | Die einfache Kreisgrabenanlage mit 46 Meter Durchmesser wurde 1937 freigelegt. | BDA-Hist.: Q37810928 Status: Bescheid Stand der BDA-Liste: 2025-06-30 Name: Kreisgrabenanlage Rosenäcker GstNr.: 390/2, 392, 404                                                                                        |
| ja   | Datei hochladen | Gnadenstuhl HERIS-ID: 16226 Objekt-ID: 12484                                   | Standort KG: Olbersdorf                                      | Am westlichen Ortsausgang steht eine Säule mit einer Figurengruppe Gnadenstuhl aus dem Jahre 1800. | BDA-Hist.: Q37810289 Status: § 2a Stand der BDA-Liste: 2025-06-30 Name: Gnadenstuhl GstNr.: 293 |
| ja   | Datei hochladen | Gnadenstuhl HERIS-ID: 16227 Objekt-ID: 12485                                   | Standort KG: Olbersdorf                                      | Nordöstlich des Ortes steht eine Säule mit einer Figurengruppe Gnadenstuhl aus dem Jahre 1883. | BDA-Hist.: Q37810312 Status: § 2a Stand der BDA-Liste: 2025-06-30 Name: Gnadenstuhl GstNr.: 286 |
| ja   | Datei hochladen | Bildstock „Christus in der Rast“ HERIS-ID: 16228 Objekt-ID: 12486              | Standort KG: Olbersdorf                                      | Auf einem mit 1749 bezeichneten Sockel am nordöstlichen Ortsausgang steht eine toskanische Säule mit der Figur Christus in der Rast. | BDA-Hist.: Q37810387 Status: § 2a Stand der BDA-Liste: 2025-06-30 Name: Bildstock „Christus in der Rast“ GstNr.: 298 |
| ja   | Datei hochladen | Fundzone Ödenbrunn HERIS-ID: 16211 Objekt-ID: 12469                            | Ödenbrunn Standort KG: Ronthal                               | Die archäologische Fundzone in Ödenbrunn ist die Fundstätte des einzigen Mastodon-Skelettes, das je in Österreich entdeckt wurde. Ausgestellt ist es im Krahuletz-Museum in Eggenburg. | BDA-Hist.: Q37809877 Status: Bescheid Stand der BDA-Liste: 2025-06-30 Name: Fundzone Ödenbrunn GstNr.: 398, 489, 491, 492, 498, 499, 501, 502, 506, 512, 513, 517                                                       |
| ja   | Datei hochladen | Ehem. Pfarrhof HERIS-ID: 16230 Objekt-ID: 12488                                | Kirchenplatz 1 Standort KG: Zemling                          | Der Pfarrhof ist ein zweigeschoßiger Bau mit Satteldach und gekehlten Fenstersohlbänken im Obergeschoß. Im Kern ist er aus einer im 15. Jahrhundert zerstörten Feste hervorgegangen und wurde seither mehrfach verändert. | BDA-Hist.: Q37810409 Status: § 2a Stand der BDA-Liste: 2025-06-30 Name: Ehem. Pfarrhof GstNr.: 36 Former Pfarrhof Zemling                                                                                               |
| ja   | Datei hochladen | Katholische Pfarrkirche Mariae Heimsuchung HERIS-ID: 16229 Objekt-ID: 12487    | neben Kirchenplatz 3 Standort KG: Zemling                    | An der Stelle der Burgkapelle der im Jahre 1482 zerstörten Feste wurde im Barock die Kirche als Wallfahrtskirche erbaut und erhielt mit einem Erweiterungsbau von 1767 ihr heutiges Aussehen. Die Fassade des Langhauses ist durch putzfaschengerahmte Rundbogenfenster mit darüberliegenden querovalen Oculi gegliedert. Der Turm hat Uhrengiebel und einen Zwiebelhelm. | BDA-Hist.: Q25139806 Status: § 2a Stand der BDA-Liste: 2025-06-30 Name: Katholische Pfarrkirche Mariae Heimsuchung GstNr.: 1 Pfarrkirche Zemling                                                                        |
| ja   | Datei hochladen | Figur heiliger Johannes Nepomuk HERIS-ID: 16231 Objekt-ID: 12489               | bei Kirchenplatz 5 Standort KG: Zemling                      | Auf einem mit Engelsfiguren reliefierten Sockel steht die Figur des hl. Johannes Nepomuk aus dem 18. Jahrhundert. | BDA-Hist.: Q37810429 Status: § 2a Stand der BDA-Liste: 2025-06-30 Name: Figur heiliger Johannes Nepomuk GstNr.: 33 |